# 肯尼·希格斯
小肯尼思·李·希格斯（英語：Kenneth Lee Higgs Jr.，1955年1月31日—），美国NBA联盟前职业篮球运动员。